# Усадьба Святских (Крупки)
Усадьба Святских (бел. Сядзіба Свяцкіх) — усадьба, расположенная в городе Крупки Минской области Беларуси на улице Советской.

## История усадьбы
Усадьба построена помещиком Карлом Святским, последним владельцем Крупок, в 1900 году. Существует легенда, что Карл, не славившийся богатством, смог возвести свой шикарный особняк после того, как нашёл карету с сокровищами Наполеона, затопленную в озере Лесном при отступлении французских войск.
В конце 1980-х усадебный дом использовался в качестве административного здания.

## Планировка и размещение
Усадьба расположена недалеко от берега реки Бобр.

### Усадебный дом
Сохранился двухэтажный усадебный дом в стиле модерн, построенный из кирпича.
Дом характеризуется сложной асимметричной объёмно-пространственной композицией, использованием башен в качестве архитектурных доминант. Особняк накрыт вальмовой крышей.
Центральная часть бокового левого фасада оформлена в виде башни, завершённой куполом сложной формы на восьмигранном световом барабане. Стены расчленены поясами руста. Оконные проёмы разнообразны по форме (прямоугольные, круглые, квадратные, овальные, лучковые), украшены наличниками. Центральный вход со стороны главного фасада выделен неглубоким ризалитом, который завершён аттиком. Входная часть бокового правого фасада здания фланкирована 2 небольшими башнями. Планировка смешанная.
Этажи соединяют 3 различных по оформлению лестничных узла. Балясины центральной лестницы (чугунное литьё) украшены геометрическим орнаментом.

### Парк
Вокруг усадьбы сохранились остатки парка.

## Галерея

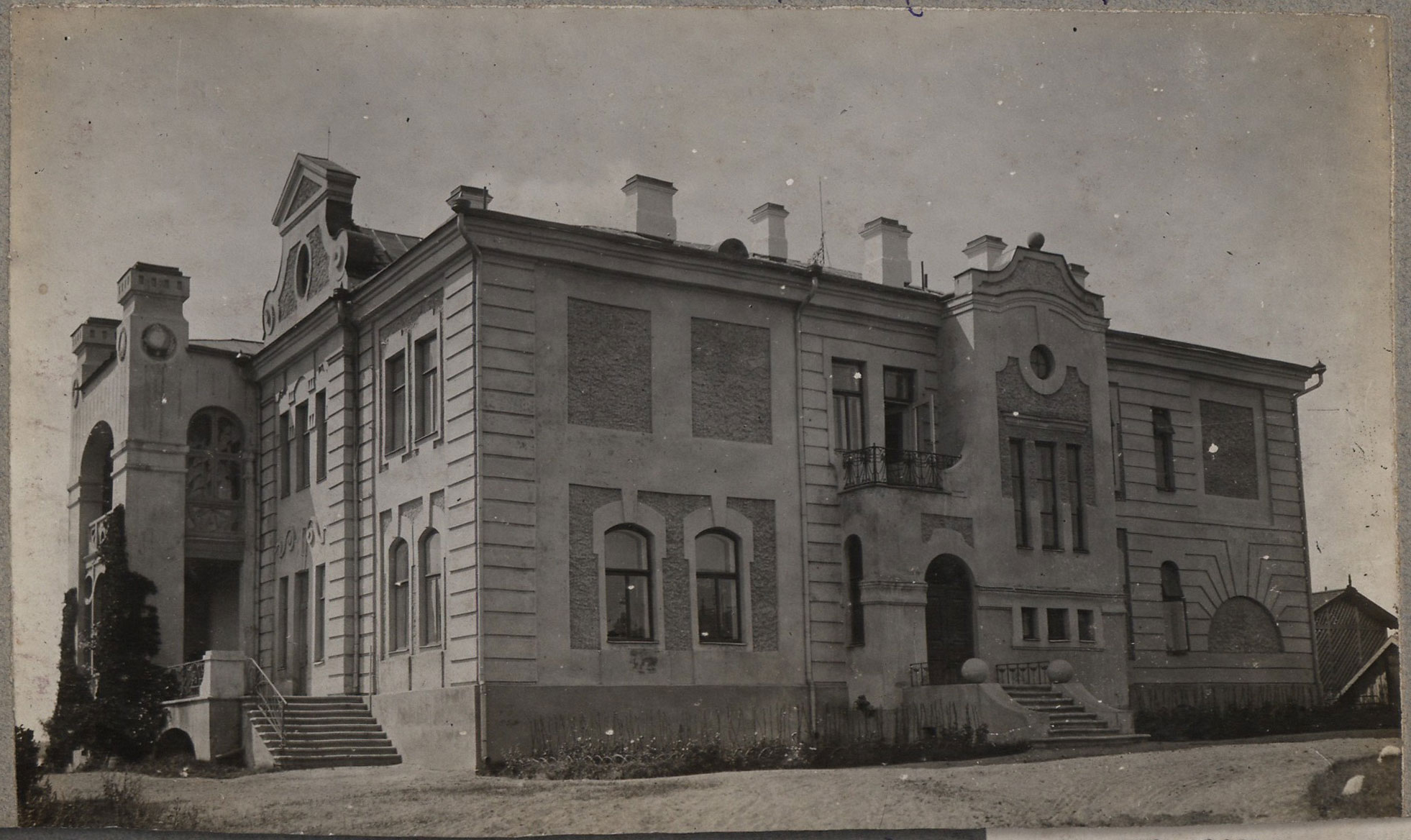
Усадьба Святских в 1910
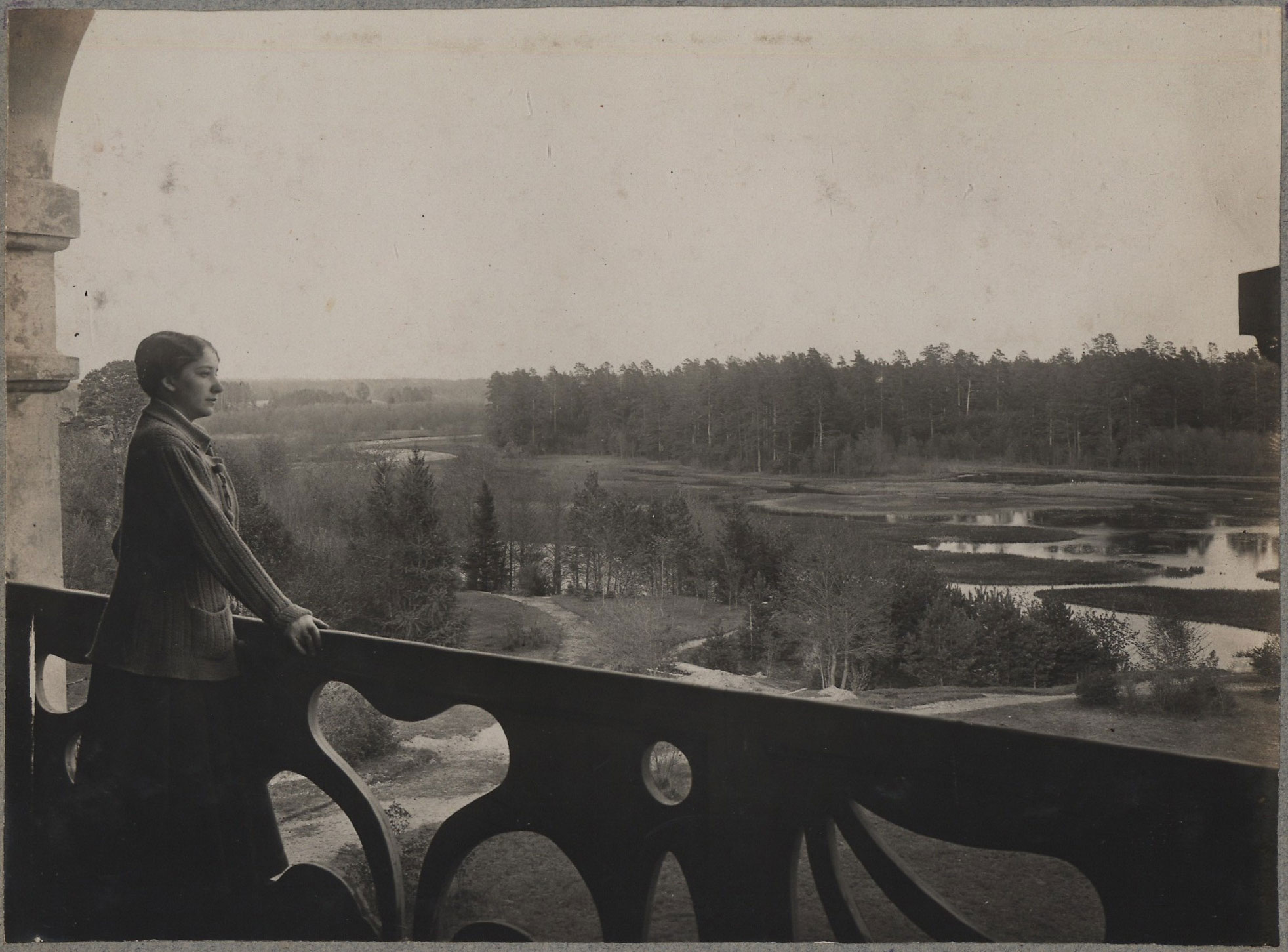
Вид на Бобр с усадьбы
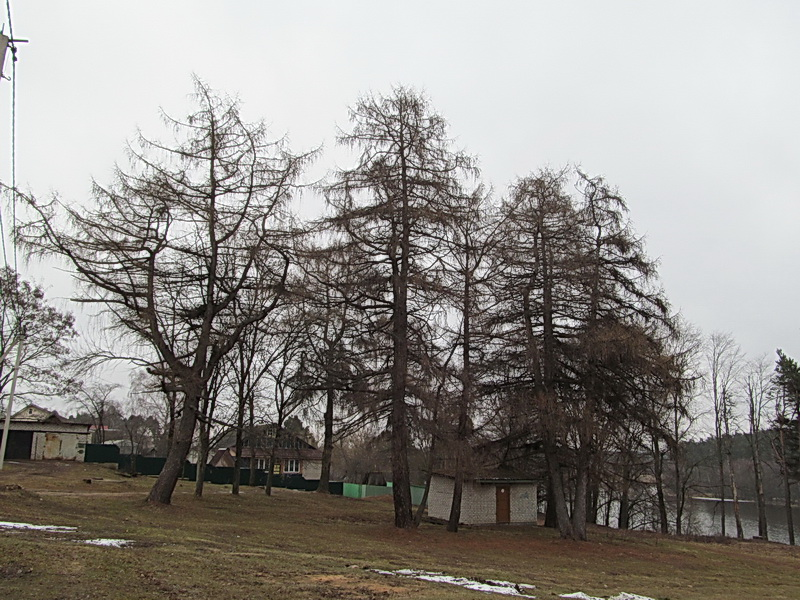
Отдельные деревья вокруг усадьбы в 2006 году